# Октаэдральные соты порядка 4
| Октаэдральные соты порядка 4             | Октаэдральные соты порядка 4                                   |
| ---------------------------------------- | -------------------------------------------------------------- |
| Перспективная проекция в модели Пуанкаре |                                                                |
| Тип                                      | Гиперболические правильные соты Паракомпактные однородные соты |
| Символы Шлефли\|{3,4,4} {3,41,1}         |                                                                |
| Диаграммы Коксетера — Дынкина            | · ↔ · ↔ · ↔                                                    |
| Ячейки                                   | октаэдр {3,4}                                                  |
| Грани                                    | треугольник {3}                                                |
| Краевая фигура                           | квадрат {4}                                                    |
| Вершинная фигура                         | Квадратный паркет, {4,4}                                       |
| Двойственные соты                        | Квадратные мозаичные соты, {4,4,3}                             |
| Группы Коксетера                         | [4,4,3] [3,41,1]                                               |
| Свойства                                 | Правильные                                                     |

В гиперболическом пространстве размерности 3 восьмиугольные соты порядка 4 — правильные паракомпактные соты. Они называются паракомпактными, поскольку имеют бесконечные вершинные фигуры со всеми вершинами как идеальные точки на бесконечности. Если многогранник задан символом Шлефли {3,4,4}, он имеет четыре октаэдра {3,4} вокруг каждого ребра и бесконечное число октаэдров вокруг каждой вершины в квадратном паркете {4,4}, в качестве расположения вершин.
Геометрические соты — это заполняющие пространство многогранники или ячейки большей размерности. Заполнение происходит так, что между ними не остаётся зазоров. Это пример более общего математического понятия мозаики или замощения в пространстве любой размерности.
Соты обычно строятся в обычном евклидовом («плоском») пространстве подобно выпуклым однородным сотам. Их можно построить также в неевклидовых пространствах, такие как однородные гиперболические соты. Любой конечный однородный многогранник может быть спроецирован на его описанную сферу для образования однородных сот в сферическом пространстве.

## Симметрия
Построение с половинной симметрией, [3,4,4,1+], существует как {3,41,1}, с чередованием двух видов (цветов) октаэдральных ячеек.  ↔ . Второе построение с половинной симметрией, [3,4,1+,4]:  ↔ . Более высокий индекс симметрии, [3,4,4*], индекс 8, существует с пирамидальной фундаментальной областью, [((3,∞,3)),((3,∞,3))]:  .
Эти соты содержат , , которые замещают 2-гиперциклические поверхности наподобие паракомпактных мозаик  или 

## Связанные многогранники и соты
Многогранник входит в 15 правильных гиперболических сот в 3-мерном пространстве, 11 из которых, подобно этим сотам, паракомпактны и имеют бесконечные ячейки или вершинные фигуры.
| {6,3,3} | {6,3,4} | {6,3,5} | {6,3,6} | {4,4,3} | {4,4,4} |
| {3,3,6} | {4,3,6} | {5,3,6} | {3,6,3} | {3,4,4} |         |

Имеется пятнадцать однородных сот в [4,4,3] семействе групп Коксетера, включая эту однородную форму.
| {4,4,3} · | r{4,4,3} · | t{4,4,3} · | rr{4,4,3} · | t0,3{4,4,3} · | tr{4,4,3} · | t0,1,3{4,4,3} · | t0,1,2,3{4,4,3} · |
| --------- | ---------- | ---------- | ----------- | ------------- | ----------- | --------------- | ----------------- |
|           |            |            |             |               |             |                 |                   |
|           |            |            |             |               |             |                 |                   |
| {3,4,4} · | r{3,4,4} · | t{3,4,4} · | rr{3,4,4} · | 2t{3,4,4} ·   | tr{3,4,4} · | t0,1,3{3,4,4} · | t0,1,2,3{3,4,4} · |

Соты являются частью последовательности сот с вершинной фигурой в виде квадратного паркета:
| Соты {p,4,4} | Соты {p,4,4} | Соты {p,4,4} | Соты {p,4,4} | Соты {p,4,4} | Соты {p,4,4} | Соты {p,4,4} |
| Пространство | E3 | H3 | H3 | H3 | H3 | H3 |
| Форма        | Аффинные | Паракомпактные | Паракомпактные | Некмпактные | Некмпактные | Некмпактные |
| Название     | {2,4,4} | {3,4,4} | {4,4,4} | {5,4,4} | {6,4,4} | ..{∞,4,4} |
| Coxeter ·    | node_1 · 2 · node · 4 · node · 4 · node · node_1 · 2 · node · split1-44 · nodes · node_1 · 2 · nodes · iaib · nodes · node_1 · 2 · nodes · split2-44 · node | node_1 · 3 · node · 4 · node · 4 · node · node_1 · 3 · node · split1-44 · nodes · node_1 · split1 · nodes · 2a2b-cross · nodes | node_1 · 4 · node · 4 · node · 4 · node · node_1 · 4 · node · split1-44 · nodes · node_1 · split1-44 · nodes · 2a2b-cross · nodes · nodes_11 · 2a2b-cross · nodes · split2-44 · node | node_1 · 5 · node · 4 · node · 4 · node · node_1 · 5 · node · split1-44 · nodes · node_1 · split1-55 · nodes · 2a2b-cross · nodes | node_1 · 6 · node · 4 · node · 4 · node · node_1 · 6 · node · split1-44 · nodes · node_1 · split1-66 · nodes · 2a2b-cross · nodes · nodes_11 · 3a3b-cross · nodes · split2-44 · node | node_1 · infin · node · 4 · node · 4 · node · node_1 · infin · node · split1-44 · nodes · node_1 · split1-ii · nodes · 2a2b-cross · nodes · nodes_11 · iaib-cross · nodes · split2-44 · node |
| ------------ | --- | --- | --- | --- | --- | --- |
| Image        | | | | | | |
| Cells        | · {2,4} · | · {3,4} · | · {4,4} · | · {5,4} · | · {6,4} · | · {∞,4} · |

Соты являются частью последовательности правильных четырёхмерных многогранников и сот с октаэдральными ячейками.
| Рисунок       |           |           |           |           |           |           |           |
| Vertex figure | · {4,3} · | · {4,4} · | · {4,5} · | · {4,6} · | · {4,7} · | · {4,8} · | · {4,∞} · |

### Спрямлённые восьмиугольные соты порядка 4
| Спрямлённые восьмиугольные соты порядка 4 | Спрямлённые восьмиугольные соты порядка 4 |
| ----------------------------------------- | ----------------------------------------- |
|                                           |                                           |
| Тип                                       | Паракомпактные однородные соты            |
| Символы Шлефли                            | r{3,4,4} or t1{3,4,4}                     |
| Диаграммы Коксетера — Дынкина             | · ↔ · ↔ · ↔                               |
| Ячейки                                    | r{4,3} {4,4}                              |
| Грани                                     | треугольные {3} квадратные {4}            |
| Вершинная фигура                          |                                           |
| Группы Коксетера                          | [4,4,3]                                   |
| Свойства                                  | вершинно транзитивны                      |

Спрямлённые восьмиугольные соты порядка 4, t1{3,4,4},  имеют фасеты в виде кубооктаэдра и квадратного паркета, с квадратной пирамидой в качестве вершинной фигуры.

### Усечённые восьмиугольные соты порядка 4
| Усечённые восьмиугольные соты порядка 4 | Усечённые восьмиугольные соты порядка 4 |
| --------------------------------------- | --------------------------------------- |
| Тип                                     | Паракомпактные однородные соты          |
| Символы Шлефли                          | t{3,4,4} или t0,1{3,4,4}                |
| Диаграммы Коксетера — Дынкина           | · ↔ · ↔ · ↔                             |
| Ячейки                                  | t{3,4} {4,4}                            |
| Грани                                   | квадратные {4} шестиугольные {6}        |
| Вершинная фигура                        |                                         |
| Группы Коксетера                        | [4,4,3]                                 |
| Свойства                                | вершинно транзитивны                    |

Усечённые восьмиугольные соты порядка 4, t0,1{3,4,4},  имеют фасеты в виде усечённого октаэдра и квадратного паркета с квадратной пирамидой в качестве вершинной фигуры.

### Скошенные восьмиугольные соты порядка 4
| Скошенные восьмиугольные соты порядка 4 | Скошенные восьмиугольные соты порядка 4 |
| --------------------------------------- | --------------------------------------- |
| Тип                                     | Паракомпактные однородные соты          |
| Символы Шлефли                          | rr{3,4,4} или t0,2{3,4,4} s2{3,4,4}     |
| Диаграммы Коксетера — Дынкина           | · ↔                                     |
| Ячейки                                  | rr{3,4} r{4,4}                          |
| Грани                                   | треугольник {3} квадрат {4}             |
| Вершинная фигура                        | треугольная призма                      |
| Группы Коксетера                        | [4,4,3]                                 |
| Свойства                                | вершинно транзитивны                    |

Скошенные восьмиугольные соты порядка 4, t0,2{3,4,4},  имеют грани в виде ромбокубооктаэдра и квадратного паркета с вершинной фигурой в виде треугольной призмы.

### Скошено-усечённые восьмиугольные соты порядка 4
| Скошено-усечённые восьмиугольные соты порядка 4 | Скошено-усечённые восьмиугольные соты порядка 4     |
| ----------------------------------------------- | --------------------------------------------------- |
| Тип                                             | Паракомпактные однородные соты                      |
| Символы Шлефли                                  | tr{3,4,4} или t0,1,2{3,4,4}                         |
| Диаграммы Коксетера — Дынкина                   | · ↔                                                 |
| Ячейки                                          | tr{3,4} r{4,4}                                      |
| Грани                                           | квадратные {4} шестиугольные {6} восьмиугольные {8} |
| Вершинная фигура                                | тетраэдр                                            |
| Группы Коксетера                                | [4,4,3]                                             |
| Свойства                                        | вершинно транзитивны                                |

Скошено-усечённые восьмиугольные соты порядка 4, t0,1,2{3,4,4},  имеют фасеты в виде усечённого кубооктаэдра и квадратного паркета с тетраэдром в качестве вершинной фигуры.

### Струг-усечённые восьмиугольные соты порядка 4
| Струг-усечённые восьмиугольные соты порядка 4 | Струг-усечённые восьмиугольные соты порядка 4  |
| --------------------------------------------- | ---------------------------------------------- |
| Тип                                           | Паракомпактные однородные соты                 |
| Символы Шлефли                                | t0,1,3{3,4,4}                                  |
| Диаграммы Коксетера — Дынкина                 | · ↔                                            |
| Ячейки                                        | t{3,4} rr{4,4}                                 |
| Грани                                         | треугольник {3} квадрат {4} восьмиугольные {8} |
| Вершинная фигура                              | квадратная пирамида                            |
| Группы Коксетера                              | [4,4,3]                                        |
| Свойства                                      | вершинно транзитивны                           |

Струг-усечённые восьмиугольные соты порядка 4, t0,1,3{3,4,4},  имеют фасеты в виде усечённого октаэдра и квадратного паркета с квадратной пирамидой в качестве вершинной фигуры.

## Плосконосые восьмиугольные соты порядка 4
| Плосконосые восьмиугольные соты порядка 4 | Плосконосые восьмиугольные соты порядка 4      |
| ----------------------------------------- | ---------------------------------------------- |
| Тип                                       | Паракомпактные равнобедренные соты             |
| Символы Шлефли                            | s{3,4,4}                                       |
| Диаграммы Коксетера — Дынкина             | · ↔ · ↔ · ↔                                    |
| Ячейки                                    | квадратный паркет икосаэдр квадратная пирамида |
| Грани                                     | {3} {4}                                        |
| Вершинная фигура                          |                                                |
| Группы Коксетера                          | [4,4,3+] [41,1,3+] [(4,4,(3,3)+)]              |
| Свойства                                  | вершинно транзитивны                           |

Плосконосые восьмиугольные соты порядка 4, s{3,4,4}, имеют диаграмму Коксетера — Дынкина . Они являются равнобедренными сотами с квадратными пирамидами, квадратными мозаиками и икосаэдрами.